# شوری هامادا
شوری هامادا (انگلیسی: Shori Hamada؛ زادهٔ ۲۵ سپتامبر ۱۹۹۰) جودوکار زن اهل ژاپن است.
وی در مسابقات کشوری و بین‌المللی در مجموع برندهٔ ۱ مدال طلا، ۱ مدال نقره شده‌است.